# 1978 a tudományban
Az 1978. év a tudományban és a technikában.

## Díjak
- Nobel-díjak
  - Fizikai Nobel-díj: Pjotr Leonyidovics Kapica, Arno Allan Penzias, Robert Woodrow Wilson
  - Fiziológiai és orvostudományi Nobel-díj: Werner Arber, Daniel Nathans, Hamilton O. Smith
  - Kémiai Nobel-díj: Peter D. Mitchell

## Születések
- június 2. – I Szojon dél-koreai mérnök űrhajósnő; az első koreai űrhajósnő

## Halálozások
- január 14. – Kurt Gödel osztrák matematikus, logikus és tudományfilozófus (* 1906)
- március 2. – Jánossy Lajos magyar fizikus, asztrofizikus, matematikus, a Magyar Tudományos Akadémia tagja (* 1912)
- március 19. – Gaston Julia francia matematikus, a dinamikus rendszerek elméletének előfutára, a róla elnevezett Julia-halmaz névadója (* 1893)
- június 7. – Ronald Norrish brit kémikus, Nobel-díjas (* 1897)
- július 30. – Umberto Nobile olasz tábornok, sarkkutató, a léghajózás egyik úttörője (* 1885)
- augusztus 15. – Viggo Brun norvég matematikus (* 1885)
- szeptember 11. – Mihályi József precíziós műszerész, több forradalmi fényképészeti műszaki újítás megalkotója (* 1889)
- szeptember 15. – Willy Messerschmitt német repülőgép-tervező mérnök, gyáros, repülőklub tulajdonos (* 1898)
- szeptember 26. – Karl Manne Siegbahn Nobel-díjas svéd fizikus (* 1886)
- november 15. – Margaret Mead amerikai kulturális antropológus (* 1901)
- november 24. – Warren Weaver amerikai matematikus, tudományszervező  (* 1894)
- december 11. – Vincent du Vigneaud Nobel-díjas amerikai biokémikus (* 1901)